# ARKiS Arkitektur i skolan
ARKiS är ett nätverk inom Sveriges Arkitekter som arbetar för att öka medvetenheten om den byggda miljöns, arkitekturens och det offentliga rummets betydelse. ARKiS vänder sig främst till skolan och lärarna och till arkitekter som intresserar sig för arkitekturpedagogik.
ARKiS har ett internationellt och nationellt nätverk och samverkar med organisationer som Playce och UIA Built Environment Education Network Architecture & Children. ARKiS samverkar också med Arkitektur- och designcentrum, Linköpings universitet institutionen för Utomhuspedagogik och institutionen Tema Barn, Stockholms universitet, Sveriges lantbruksuniversitet i Alnarp och Ultuna institutionerna för Landskapsarkitektur, Movium, KTH Arkitektur, Högskolan i Halmstad, Jönköping University samt flera lärarutbildningar. 
Nätverket har verkat i mer än 30 år, först inom SAR (Sveriges Arkitekters Riksförbund) och sedan 2002 inom Sveriges Arkitekter. Ett antal tvärvetenskapliga konferenser har arrangerats för att stödja en utveckling mot att arkitekturen och den byggda miljön används som läromedel. 
2019 ombildades ledningsgruppen för ARKiS till Arkitektur och barnrådet . 
Rådets arbete innebär: 
– att öka barnens medverkan i planeringsprocessen, på barnens villkor och med barnens perspektiv,
– att sprida kunskap inom arkitektkåren kring hur Barnkonventionen kan tillämpas inom vårt yrkesområde när den blir lag 2020,
– att verka för utbildning av lärare och arkitekter för att det ska finnas behöriga lärare till läroplanens arkitekturkurser på gymnasiet,
– samt driva ARKiS nätverk med årligen återkommande nätverksmöten.
Några punkter som är viktiga för ARKiS nätverk:
- arkitekturen, den byggda miljön ska användas som läromedel och kunskapskälla
- kulturarv, att levandegöra det byggda kulturarvet
- demokrati och medbestämmande, i anknytning till planering och byggande
- teknikkunnande, arkitektur är teknik i alla led från planering och projektering till byggande
- det offentliga rummet en pedagogisk resurs
- inspirera och stödja arbetsglädjen i skolan

Arkitektur och barnrådet driver den nationella nomineringsprocessen för ett internationellt pris Golden Cubes Awards.